# علي ولد زايد
علي ولد زايد هو أشهر حكماء اليمن الشعبيين، وتدور حكَمه وأقواله على ألسنة الناس، لا سيما في القرى والبوادي ويعرف في اليمن بلقب (حكيم اليمن).

## سيرته
لا يُعرَف بالتحديد مكان وتاريخ ولادته ووفاته. يرى كثير من المؤرخين أنه من أهل قرية منكث، في حقل كتاب أو قتاب، ما بين مدينة يريم ومدينة ظفار، العاصمة الحميرية القديمة، وذلك لورود اسم هذه القرية في كثير من قصائده، مما يدل على أنه من سكانها، ومن ذلك قوله:
| علي ولد زايد | بالله يا بيض (منكث)... كُثر الكلام بطِّليـنه... حلفت يا راس (بـدرهْ)...لابد ما تبصرينــه...قالوا تغدت بـ(ميتـم)... وغسّلت في (عدينهْ) | علي ولد زايد |
|              | |              |

يُعد الشاعر عبد الله البردوني، من أكثر المهتمين، والدارسين لأدب وحكم ومقولات علي ولد زايد، أفرد له في كتابه فنون الأدب الشعبي في اليمن، فصلاً كاملاً، أورد فيه كثيرًا من أقواله، ودراسة تاريخية ونقدية، أبرزت كثيرًا من أعماله ومقولاته الشعبية الشهيرة، وأصدر ديوانًا شعريًّا استوحى عنوانه من سيرة صاحب الترجمة فسمّاه رجعة الحكيم ابن زايد.
ولا تزال كثير من أقوال هذا الشاعر، تحتاج إلى غربلة وتدقيق؛ لمعرفة نسبتها إليه، كما ذكر البردوني. وإن كنا نرى أن الزمن الذي عاشه صاحب الترجمة لا يتجاوز القرن الثاني عشر الهجري/الثامن عشر الميلادي، وذلك لمفردات قصائده، ولهجته القريبة مما هو معروف وسائد اليوم. ونستشفُّ ذلك من بعض أقواله؛ مثل: «السَّرق يا مِهرَةَ الويل .. إذا خِفي كيف لا بان».

## من أقواله
- ماريت مثل الزراعة .. ماريت أنا مثلها شي .. الوقت كله متالم .. غير المذاري لها أوقات
- يقول علي ولد زايدْ: قدَّمت مالي تُوَخّـَر .. وَخَّرت مالي تقدم .. وسابق النجم الأحمر
- ذي ما يِغارِم وِيِغرم .. له المنايا تِشِلِّه
- ما في المدن غير صنعاء .. وفي البوادي رصابه
- حامي حمى ابن حميد .. يشتي من الحي حامي .. إن كان يحمي ويزرع .. وإلا فتحميه عرومه
- يا رحمتي يا حنيني .. للمعولين المقلين
- من كان أبوه يقهر الناس .. كان القضاء في عياله
- الشوم على أهله حمولة .. والجيد حمال الأثقال
- من كان له جار مؤذي .. فالصبر والله يزيله
- عز القبيلي بلاده .. ولو تجرع وباها .. يشد منها بلا ريش .. ولا اكتسى ريش جاها
- من قابص الناس يقبص .. ولا قبص لا يقول آح .. من قارب الكير يحرق .. وإلا امتلى من غباره
- إن صاحبك مثل روحك .. وإلا فلا كان صاحب
- يقول علي ولد زايد: مايجبر الفقر جابر .. إلا البقر والزراعة.. وإلا جمالا تسافر .. تقبل بكل البضاعة .. وإلا مره من قبيلة .. فيها الورع والقناعة .. تدبر الوقت كله .. كنه لديها وداعة
- يقول علي ولد زايد: لعنت يابايع المال.. كان ارهنه لاتبيعه.. البيع مثل الذي مات.. والرهن مثل الوديعة
- إن كنت هارب من الموت .. ما أحد من الموت ناجي .. وإن كنت هارب من الجوع .. اهرب سحول ابن ناجي
- يقول علي ولد زايد: يا يُبْيبي لا تيببب.. قدلي من الصيف أمارة.. الفجر لا بكر أحمر.. والطل فوق الحجارة
- يقول علي ولد زايد: ما زايد إلا أنت يا الله ..إن الشفق يصبح أحمر .. فالسيل ينزل غزارة .. وإن الشفق يصبح أبيض .. فالشد ينزل سمارة
- والله ما أبيع ثوري .. ما دامت الريح تقلب .. شرقي وقبلي عوالي
- الظان خير المواشي .. ذي لا تعشى ولا شي .. إذا برق بارق الصيف .. أمست بروس العشاشي .. ولا برق بارق الضيف .. خلت جفانك رواسي
- القضب سلطان الأبتال .. ثور القبيلي حصانه .. قم يا علي غد ثورك .. ولا تميل من قباله
- يقول علي ولد زايد: يارحمتي للوحيدا .. ليت من له سبعه أخوه .. سود مثل العبيدا .. لاضرب ضارب الصوت .. أغير وظهري شديدا
- يقول علي ولد زايد: مارزق يأتي لجالس .. إلا لأهل المغارس .. ومن قري بالمدارس
- يقول علي ولد زايد: الجيد يحلف ويرجع .. والشوم تمضي يمينه
- قبحي لمن ليس يملك .. لا جاه ماضي ولا مال .. ولا غنم في الزريبة .. يبيع منها ويكتال
- يقول علي ولد زايد.. لقيت أنا اليوم غله .. بين العِساس المُظِلة .. شبرت شبرين مطلع .. وإني براس البنية .. فمِنهن تجلي الهم .. ومِنهِن دار علة .. ما يسبِر المد الأخضر .. إلا بمدين يابس .. ولا تمدّح لمحتاج .. يصبح على الباب جالس
- ما ينفعك طول مسقاك .. إذا الليالي جديبة
- يا ليت جهران قفوعة .. وغيل يكلا مرق ثور .. .والحيد الأحمر حوايج
- يا أهل الغنم يا مساكين .. إن أمطر التسع والسبع .. ما الخمس يمطر سكاكين
- حصون مالي حصينة .. إذا نزل سيل بالليل .. أمسيت سالي همومه
- ظفار عالي المناظر .. ذي دورها في سواده .. مثل النجوم السوامر
- لا رعى الله قُباتل .. ولا رحم من بناها .. ذريت بتسعة وتسعين .. جِت المية لا سواها .. ومن خباثة قُباتل .. سوَّى المساجد وراها
- بيض البقر مثل الأشراف .. والحمر مثل السلاطين .. والسود ما طاب منها .. مثل العبيد المماليك
- يا ثورنا طال عمرك .. عمر الهلال اليماني .. في آخر الشهر شيبه .. وأصبح ولد يوم ثاني.
- نصف السنة تسعه أشهر .. والنصف الآخر ثلاثة .. التسع والسبع والخمس .. تبان فيها العيافة .. لا سمن فيها ولا بر ..  الله يجمل ويستر
- معي من الوقت أمارة .. الفجر إذا أصبح أحمر .. فهو لغزر المطاره
- يا جولبة قولي لأهل الأعناب .. ذي ما يلقح ما يذوق التوكاب .. قبس العنب في حدعشر .. والسبع تبدى كرومه
- لا تجعل الغنم راس مالك .. ولا تخلها من ديارك
- خبر البقر تحت الأهجاج .. ما خبرها في الحوية
- ان البقر تعرف نهم الأبتال .. وتعرف الراعي من صاحب المال
- أينما حلت السبع حليت .. التسع لا زن دفا  .. إلا فهو من حدعشر ..  إذا لم ..الخمس تمطر
- أنا سهيل أنا سهيل  .. في ليلتي سبعين سيل
- أوصيك يا جمال لا تسافر .. عند مطلع سهيل أو في مغيب الظوافر
- يالله جارك من مغيب الظافر .. عنيت الأول ما عنيت الآخر .. الليل بارد والنهار هواجر
- إذا نظرت البارق الكوماني .. أبشِّرك بالسيل يوم ثاني
- قال ابن خولان حقي صاحبي ..  ذي ما معه حق ما حد صاحبه
- ما هالني مثل حيكان .. التلم يملي غراره.. والمسبلي يشبع إنسان .. أو مثل رقَّة عوايش .. وإلا العميس تحت عِزان .. والحلحلة تحت نيسان .. ووادي ذي قاسم أحيان .. والواسطة واليونيث .. وذي علي تحت ضوران
- ومن أقواله أيضا: عندما أتاه ضيف ولم يجد ما يطعمه فذهب يقترض من خاله فلم يعطه شيء وذهب بعدها إلى يهودي كان يقطن في تلك القرية وكان بينهما ثأر فأعطاه اليهودي قرضة (دقيق وسمن) فقال: يقول علي ولد زايد: صحبة يهودي ولا الخال. فلما رجع إلى البيت وقبل أن يدخل البيت سمع زوجاته الثلاث يذممنه فقالت إحداهن: هو سارق والثانية قالت: هو زاني والثالثة قالت: هو حلّاف (يقسم يمين الزور) بسبب فقره فقال صبيحة اليوم الثاني من الوادي، يقول علي ولد زايد: ما زايد إلا أنت يا الله .. أمسيت من فقر ليلة  سارق وزاني وحلاف. وقيل أنه قالها بصيغة أخرى هي: أمسيت من فقر ليلة .. زاني وسارق وكذاب .. وعيالي شـمتوا بي .. والكلب ذي هو على الباب
- الوصايا العشر:

يقول علي ولد زايد .. ابني ويا قرة العين  .. معي لك أربع تواصــــي .. وزايد أربــع وثنــتين .. الأولة احذر الدين  .. والثانية في عيالك خيول من حر مالك .. والثالثة في سلاحك صوتك إذا ابتاع باعك .. والرابعة لا تنافق خلي ضميرك ضمارك .. والخامسة لا تزاحم لو يولموا من حلالك .. والسادسة لا تخاصم سامح وراجع خصالك .. والسابعة كن مع الناس يصلح مع الناس حالك .. والثامنة لا يهمك في المال فسمعتك راس مالك .. والتاسعة هات اذنك أغلى من المال علمك والأغلى منه فعالك .. والعاشرة يا أحمر العين لو تبصر الكلب ينبح خليه وانكش حمارك
- الجيد من صان نفسه من الحجج والمناقيد .. قتلت خالي بعمي .. خوف العير والمناقيد
- تلم الرجال الثابت .. يقلع الزيل النابت
- يا ذيب إذا كنت حاذق .. بتل في وسط مالك
- أنا من الدهر ما خاف .. معي مية غرس حبله .. أطرف في زيل يَكلا .. الرازقي إذا بله الماء..والحاضنة ذبل الأطراف .. والمسقوي لا ترده..إلا على ذب واخراف
- الدهر ضربه بضربه .. والضرب فوق المساكين .. لو يوم تمطر سبايا .. أسبوع تمطر سكاكين
- المال ما ياكله ذيب ولا تضره زنينه
- رباني الجهل وحدي مثل الحنش بالجبوبة
- من قال حقي غلب

وغيرها الكثير